# Onthophagus exasperatus
Onthophagus exasperatus är en skalbaggsart som beskrevs av Gerstaecker 1871. Onthophagus exasperatus ingår i släktet Onthophagus och familjen bladhorningar. Inga underarter finns listade i Catalogue of Life.